# Eugen de Witte

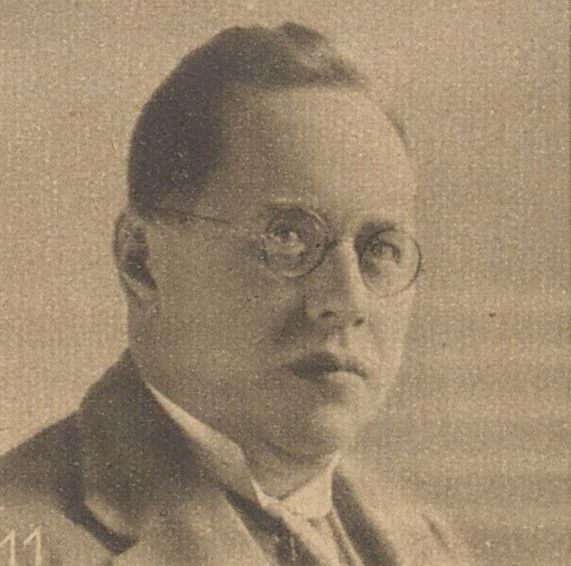
Eugen de Witte, um 1929

Eugen Rudolf de Witte (* 8. Oktober 1882 in Karlsbad, Österreich-Ungarn; † 19. September 1952 in London) war ein tschechoslowakischer Politiker (DSAP). 

## Leben und Tätigkeit
Er war der Sohn des Karlsbader Fotografen Carl de Witte, wurde unehelich geboren und am 19. Oktober 1882 in der Dekanalkirche römisch-katholisch getauft.
De Witte war von Beruf Photograph und Zeichner. Während seiner Wanderjahre hielt er sich in Russland, Österreich-Ungarn und dem Deutschen Reich auf. Schon früh betätigte er sich in der sozialdemokratischen Bewegung. 1898 trat er in die SPD ein. Wegen politischer Betätigung wurde er aus dem kaiserlichen Deutschland ausgewiesen.
Seit 1906 war de Witte Funktionär der SDAP und ab 1919 der DSAP. 1907 trat er in die Redaktion der sozialdemokratischen Tageszeitung Volkswille in Karlsbad ein, in der er es schließlich zum Chefredakteur brachte.
Von 1914 bis 1918 nahm de Witte am Ersten Weltkrieg teil. 1918 begann er sich in der deutsch-böhmischen Bewegung für staatliche Unabhängigkeit zu betätigen. 1919 wurde er als Abgeordneter für die DSAP in die verfassungsgebende tschechoslowakische Nationalversammlung berufen. In der Ersten Tschechoslowakischen Republik (1919–1938) gehörte er dann dem Parteivorstand der DSAP an und amtierte zeitweise als deren stellvertretender Vorsitzender.
Nachdem de Witte bereits 1919 in den Stadtrat von Karlsbad gewählt worden war und zeitweise als stellvertretender Bürgermeister der Stadt amtierte, wurde er anlässlich der tschechoslowakischen Parlamentswahl 1925 als Abgeordneter ins Parlament der Tschechoslowakei in Prag gewählt zu werden. Bei den Wahlen von 1929 und 1935 konnte er sein Mandat verteidigen und gehörte somit dem Parlament bis 1938 an.
1922 trat er aus der katholischen Kirche aus.
Nach der Annexion der Sudetengebiete 1938 und der Zerschlagung der Rest-Tschechei 1939 durch die Wehrmacht ging de Witte als Emigrant nach Großbritannien. Dort gehörte er zur Führung der Londoner „Treugemeinschaft der Exilgruppe der sudetendeutschen Sozialdemokraten“ um Wenzel Jaksch.
Nach seiner Flucht nach Großbritanniens geriet de Witte Ende der 1930er Jahre ins Visier der Polizeiorgane der Nationalsozialisten, die ihn als wichtige Zielperson einstuften: Im Frühjahr 1940 setzte ihn das Reichssicherheitshauptamt in Berlin auf die Sonderfahndungsliste G.B., ein Verzeichnis von Personen, die im Falle einer erfolgreichen deutschen Invasion Großbritanniens durch die Sonderkommandos der SS-Einsatzgruppen mit besonderer Priorität ausfindig gemacht und verhaftet werden sollten.
1945/1946 setzte sich de Witte publizistisch gegen die Vertreibung der Deutschen aus der Tschechoslowakei ein.